# Björn Kopplin
Björn Kopplin (ur. 7 stycznia 1989 w Berlinie Zachodnim) – niemiecki piłkarz występujący na pozycji obrońcy w Randers FC.